# إستلن بوحجار (اغربين لوطا)
إستلن بوحجار هو دُوَّار يقع بجماعة ميضار، إقليم الدريوش، جهة الشرق في المملكة المغربية. ينتمي الدوّار لمشيخة اغربين لوطا التي تضم 9 دواوير. يقدر عدد سكانه بـ 166 نسمة حسب الإحصاء الرسمي للسكان والسكنى لسنة 2004.

## روابط خارجية
- البوابة الوطنية للجماعات الترابية
- المندوبية السامية للتخطيط